# Mazo (Castropol)
Mazo (oficialmente y en asturiano: El Mazo) es una casería de la parroquia de Presno, concejo de Castropol, en la comarca del Eo-Navia, Principado de Asturias, España.